# Hüttelsgrün
Hüttelsgrün ist seit dem 1. Januar 1999 ein Ortsteil von Zwickau, das seit 2008 Kreisstadt des Landkreises Zwickau im Freistaat Sachsen ist. Der Ort liegt im Stadtbezirk Zwickau-Süd und trägt die amtliche Nummer 56. Bis zu seiner Umgliederung nach Zwickau im Jahr 1999 gehörte die um 1900 entstandene Siedlung zum Ortsteil Ebersbrunn der Gemeinde Lichtentanne.

## Geografie

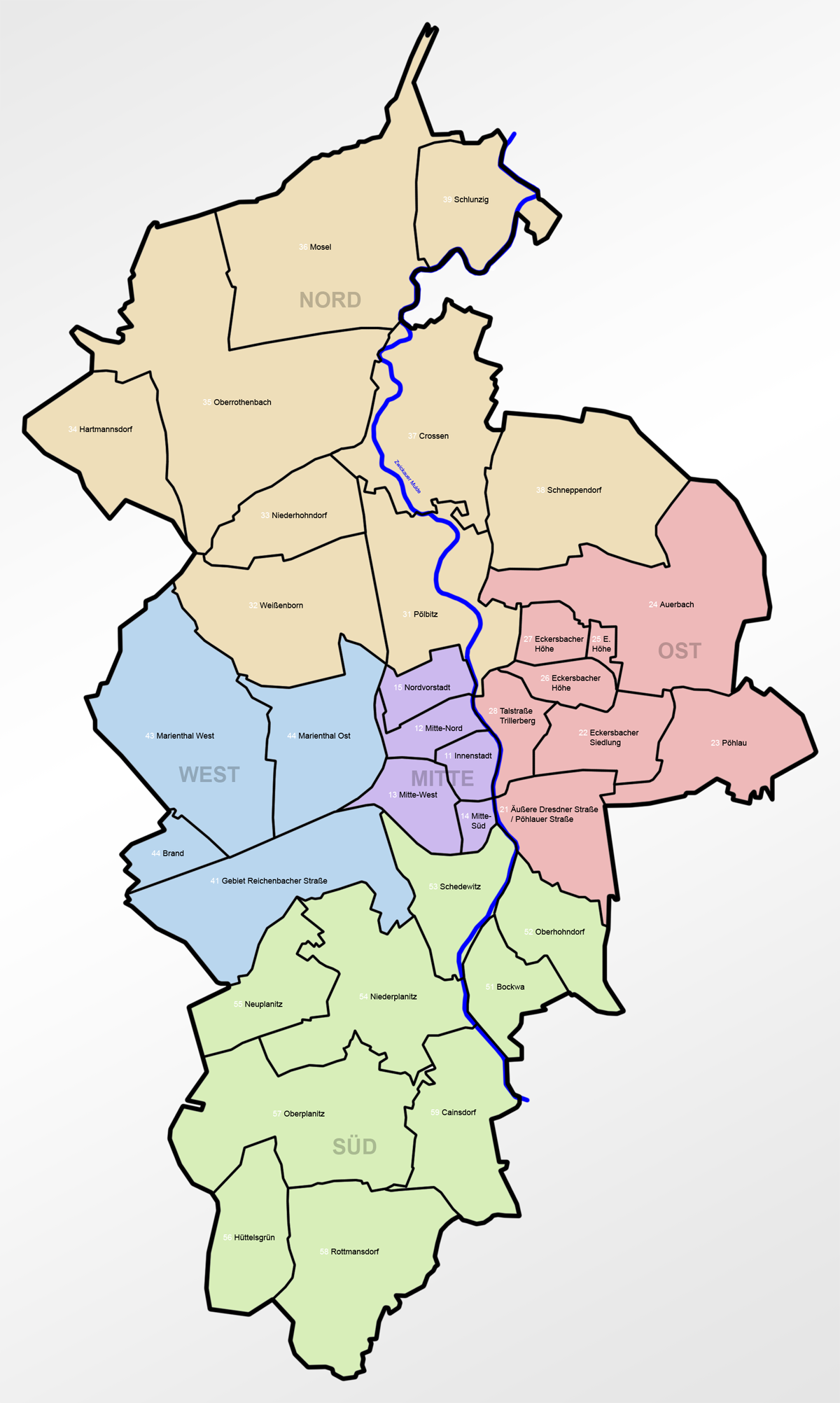
Zwickau Parts of the Town

### Lage
Hüttelsgrün liegt im südwestlichen Stadtrand von Zwickau beidseits der alten S 293 ("Lengenfelder Straße").

### Nachbarorte
| Stenn      |                                             | Oberplanitz   |
|            | Kompassrose, die auf Nachbargemeinden zeigt |               |
| Ebersbrunn |                                             | Rottmannsdorf |

## Geschichte
Die Häuslersiedlung Hüttelsgrün wurde etwa um 1900 als Ortsteil von Ebersbrunn beidseits der "Lengenfelder Straße" angelegt. Die Siedlungsstruktur gleicht einem Straßendorf ohne Dorfkern und ohne eigene Kirche. Hüttelsgrün entstand vorwiegend als Wohnstandort für Arbeitskräfte der um 1900 gewichtigen Zwickauer Industrie und des Steinkohlebergbaus. Als Ortsteil von Ebersbrunn gehörte Hüttelsgrün zur Amtshauptmannschaft Zwickau, die 1939 in Landkreis Zwickau umbenannt wurde. Durch die zweite Kreisreform in der DDR kam Hüttelsgrün als Teil der Gemeinde Ebersbrunn im Jahr 1952 zum Kreis Zwickau-Land im Bezirk Chemnitz (1953 in Bezirk Karl-Marx-Stadt umbenannt), der ab 1990 als sächsischer Landkreis Zwickau fortgeführt wurde und am 1994 im Landkreis Zwickauer Land aufging. Mit der Eingemeindung der Gemeinde Ebersbrunn in die Gemeinde Lichtentanne wurde Hüttelsgrün am 1. Januar 1997 ein Ortsteil der Gemeinde Lichtentanne.
Am 1. Januar 1999 wurde Hüttelsgrün nach Zwickau eingemeindet, die seit 2008 die Kreisstadt des Landkreises Zwickau ist. Kirchlich gehört Hüttelsgrün bis heute zur Kirchgemeinde Ebersbrunn.

### Bevölkerungsentwicklung
| Datum             | Einwohnerzahl |
| ----------------- | ------------- |
| 31. Dezember 1999 | 500           |
| 31. Dezember 2000 | 481           |
| 31. Dezember 2001 | 484           |
| 31. Dezember 2002 | 486           |
| 31. Dezember 2003 | 478           |
| 31. Dezember 2004 | 475           |
| 31. Dezember 2005 | 472           |
| 30. Juni 2006     | 462           |
| 30. Juni 2011     | 429           |
| 30. Juni 2015     | 436           |
| 30. Juni 2016     | 450           |

## Wirtschaft
Trotz der geringen Einwohnerzahl sind in Hüttelsgrün aufgrund der guten Anbindung an die A 72 viele Gewerbebetriebe angesiedelt. So gibt es hier mehrere Autohäuser, Landwirtschaftsbetriebe, einen Baumaschinenvertrieb und Niederlassungen verschiedener Unternehmen.

## Verkehr
Hüttelsgrün ist an das Zwickauer Nahverkehrsnetz angebunden und mit dem Bus der Linien 16 und 143 erreichbar. Die Bahnstrecke Zwickau–Falkenstein führt unmittelbar am Ort vorbei, der Haltepunkt Ebersbrunn liegt etwa einen Kilometer vom südlichen Ortsrand entfernt. Die S 293n führt ebenfalls unmittelbar am Ort vorbei und ist über den Zubringer in Richtung Zwickau-Planitz an Hüttelsgrün angebunden.

## Belege
1. ↑  Gliederung des Stadtgebietes von Zwickau in Stadtteile und Stadtbezirke (Memento vom 10. Juni 2015 im Internet Archive) (PDF; 5,2 MB), abgerufen am 4. November 2011
2. ↑  Die Amtshauptmannschaft Zwickau im Gemeindeverzeichnis 1900 (Seite nicht mehr abrufbar, festgestellt im Juli 2025. Suche in Webarchiven)  Info: Der Link wurde automatisch als defekt markiert. Bitte prüfe den Link gemäß Anleitung und entferne dann diesen Hinweis.
3. ↑  http://www.zwickau.de/de/politik/buergerservice/aemter/dezernat1/einwohnerstandesamt/publikationen/StatInfo1_2011.pdf@1@2Vorlage:Toter+Link/www.zwickau.de+(Seite+nicht+mehr+abrufbar,+festgestellt+im+April+2019.+Suche+in+Webarchiven) Datei:Pictogram+voting+info.svg Info:+Der+Link+wurde+automatisch+als+defekt+markiert.+Bitte+prüfe+den+Link+gemäß+Anleitung+und+entferne+dann+diesen+Hinweis. Statistische Information 1/2011
4. ↑  Archivierte Kopie (Memento vom 7. Februar 2018 im Internet Archive) Statistische Information 1/2015
5. ↑  Archivierte Kopie (Memento vom 8. Januar 2017 im Internet Archive) Statistische Information 1/2016